# St. Gallus (Tuttlingen)
Die römisch-katholische Pfarrkirche St. Gallus steht am östlichen Rand der Innenstadt von Tuttlingen im Landkreis Tuttlingen in Baden-Württemberg. Die Pfarrei gehört zum Dekanat Tuttlingen-Spaichingen in der Diözese Rottenburg-Stuttgart.

## Geschichte
Entworfen wurde die Kirche von Georg von Morlok, der sich insbesondere im Eisenbahnbau und Kirchenbau einen Namen gemacht hatte. Die Grundsteinlegung der Kirche erfolgte am 20. Juni 1869. Aufgrund des Deutsch-Französischen Kriegs und finanzieller Engpässe verzögerte sich der Bau, sodass die vorläufige Benediktion erst am 7. November 1872 vorgenommen wurde. Die Weihe durch Bischof Karl Joseph von Hefele fand am 11. Juni 1883 statt.
Bereits 1908 wurde eine Erweiterung des Kirchenbaus in Erwägung gezogen. Verschiedene Projekte scheiterten jedoch an den Auswirkungen des Ersten Weltkriegs. Der Stadtpfarrer Franz Lutz initiierte schließlich den Umbau der bestehenden Kirche. Dieser wurde zwischen 1937 und 1939 nach Plänen des Stuttgarter Architekten Otto Linder durchgeführt. Die Wiedereinweihung der neugestalteten Kirche fand am 26. März 1939 durch Weihbischof Franz Joseph Fischer statt.
In der zweiten Hälfte des 20. Jahrhunderts erfuhr die Kirche mehrere Renovierungen, unter anderem im Zuge der Liturgiereform des Zweiten Vatikanischen Konzils 1965. Weitere bauliche Maßnahmen erfolgten 1979, 1981, 1996 sowie zwischen 2007 und 2008.

## Architektur
Die St. Gallus-Kirche ist im neugotischen Stil aus Tuff- und Sandstein errichtet. Sie besitzt ein dreischiffiges Langhaus mit einem von Rundfenstern beleuchteten erhöhten Mittelschiff. Der polygonale, mit Kreuzrippen gewölbte Chorraum ist heute noch in seiner ursprünglichen Form erhalten. Der 1878 vollendete Turm ist 45 Meter hoch, mit Wetterhahn 47 Meter.
Der Innenraum wurde im 20. Jahrhundert mehrfach umgestaltet. Die Decke besteht aus einer freitragenden, gegliederten Holzkonstruktion. Das Langhaus verbreitert sich zum Chor hin und bildet ein mehrfach gewölbtes Seitenschiff. Der Chorraum mit einer Höhe von rund 14 Metern wirkt nahezu turmartig und ist durch hoch liegende Fenster belichtet. Kulissenartig übereinander angeordnete Chorlogen setzen einen markanten architektonischen Akzent.

## Ausstattung
Das zentrale Kunstwerk der Kirche ist eine monumentale Christusfigur von 5,60 Metern Höhe im Chorraum, geschaffen 1940 von Georg Lesehr. Die Figur aus blattvergoldetem Lindenholz verbindet die Darstellungen des leidenden Gekreuzigten und des auferstandenen Christus. Zu beiden Seiten befinden sich Darstellungen der zwölf Apostel in Fresko- und Sgraffitotechnik von Paul Hirt. An der Chormauer ist ein weiteres Sgraffito mit den heiligen Gallus, Bonifatius und Michael zu sehen.
Der Altar aus römischem Travertinstein wurde 1965 von Siegfried Haas gestaltet. Die Mensa zeigt ein Brot-und-Fisch-Motiv und ruht auf einem filigranen Sockel.
Der Marienaltar in der rechts des Chores gelegenen Marienkapelle enthält ein Hochrelief der Schutzmantelmadonna von Emil Sutor. Die Altarflügel zeigen zwei Werke von Schwester Maria Innocentia Hummel: Maria in der Freud und Maria im Leid.
Die Glasfenster wurden 1939 vom Glasatelier Valentin Saile nach Entwürfen von Wilhelm und Adolf Saile gefertigt. Die Südseite zeigt die sieben Sakramente, die Nordseite die sieben Gaben des Heiligen Geistes.
Im Zuge der Außenrenovierung 2007/08 wurden auch die Außenanlagen neu gestaltet. Ein von Roland Martin (Bronzeplastiken) und Willi Bucher (Steinarbeiten) gestalteter Brunnen mit einer Figur des heiligen Gallus und eines Bären bildet das Zentrum des mit acht Linden eingefassten Kirchenplatzes.

### Orgel
Die heutige Orgel wurde 1961 von der Firma Rieger erbaut. Sie ersetzte ein Werk der Gebrüder Link von 1890. Das Instrument verfügt über drei Manuale, 44 Register und insgesamt 3.104 Pfeifen.

### Glocken
Das Hauptgeläut besteht aus vier Glocken: der „Gallusglocke“ (e′, 1175 kg), der „Marienglocke“ (g′, 845 kg), der „Martinsglocke“ (a′, 470 kg) und der „Paulusglocke“ (c″, 275 kg). Die „Marienglocke“ stammt aus dem späten 15. Jahrhundert. 2010 wurde ein zusätzliches Zimbelgeläut installiert, bestehend aus vier kleinen Glocken (91–35 kg), gegossen von Albert Bachert.